# Falaise (Calvados)
Falaise es una localidad francesa, situada en el departamento de Calvados en la región de la Baja Normandía.

## Geografía
Está ubicada en el noroeste de Francia, en el sur del departamento de Calvados. Se alza sobre un contrafuerte rocoso, entre los valles de Ante y Marescot.

## Historia
La ciudad ha sido condecorada con la Legión de honor, Falaise fue la sede de una subprefectura hasta 1926.

## Administración
La comunidad de municipios del País de Falaise reagrupa 53 municipios:
Aubigny, Barou-en-Auge, Beaumais, Bernières-d'Ailly, Bonnœil, Bons-Tassilly, Cordey, Crocy, Damblainville, Le Détroit, Épaney, Eraines, Ernes, Falaise, Fontaine-le-Pin, Fourches, Fourneaux-le-Val, Fresné-la-Mère, La Hoguette, Les Isles-Bardel, Leffard, Les Loges-Saulces, Maizières, Le Marais-la-Chapelle, Martigny-sur-l'Ante, Le Mesnil-Villement, Morteaux-Coulibœuf, Les Moutiers-en-Auge, Noron-l'Abbaye, Norrey-en-Auge, Olendon, Ouilly-le-Tesson, Perrières, Pertheville-Ners, Pierrefitte-en-Cinglais, Pierrepont, Pont-d'Ouilly, Potigny, Rapilly, Rouvres, Saint-Germain-Langot, Saint-Martin-de-Mieux, Saint-Pierre-Canivet, Saint-Pierre-du-Bû, Sassy, Soulangy, Soumont-Saint-Quentin, Tréprel, Ussy, Versainville, Vignats, Villers-Canivet y Villy-lez-Falaise
Falaise es la capital de dos cantones:
- El cantón de Falaise-Norte está formado por una parte de Falaise y los municipios de: Aubigny, Bonnœil, Bons-Tassilly, Cordey, Le Détroit, Fourneaux-le-Val, Les Isles-Bardel, Leffard, Les Loges-Saulces, Martigny-sur-l'Ante, Le Mesnil-Villement, Noron-l'Abbaye, Pierrefitte-en-Cinglais, Pierrepont, Pont-d'Ouilly, Potigny, Rapilly, Saint-Germain-Langot, Saint-Martin-de-Mieux, Saint-Pierre-Canivet, Saint-Pierre-du-Bû, Soulangy, Soumont-Saint-Quentin, Tréprel, Ussy et Villers-Canivet (10.012 habitantes)
- El cantón de Falaise-Sur está formado por una parte de Falaise y los municipios de: Damblainville, Eraines, Fresné-la-Mère, La Hoguette, Pertheville-Ners, Versainville y  Villy-lez-Falaise (9.609 habitantes).

## Demografía
| 6325 | 7180 | 8368 | 8597 | 8119 | 8434 |
| Para los censos de 1962 a 1999 la población legal corresponde a la población sin duplicidades (Fuente: INSEE [Consultar]) |      |      |      |      |      |

## Monumentos y lugares de interés

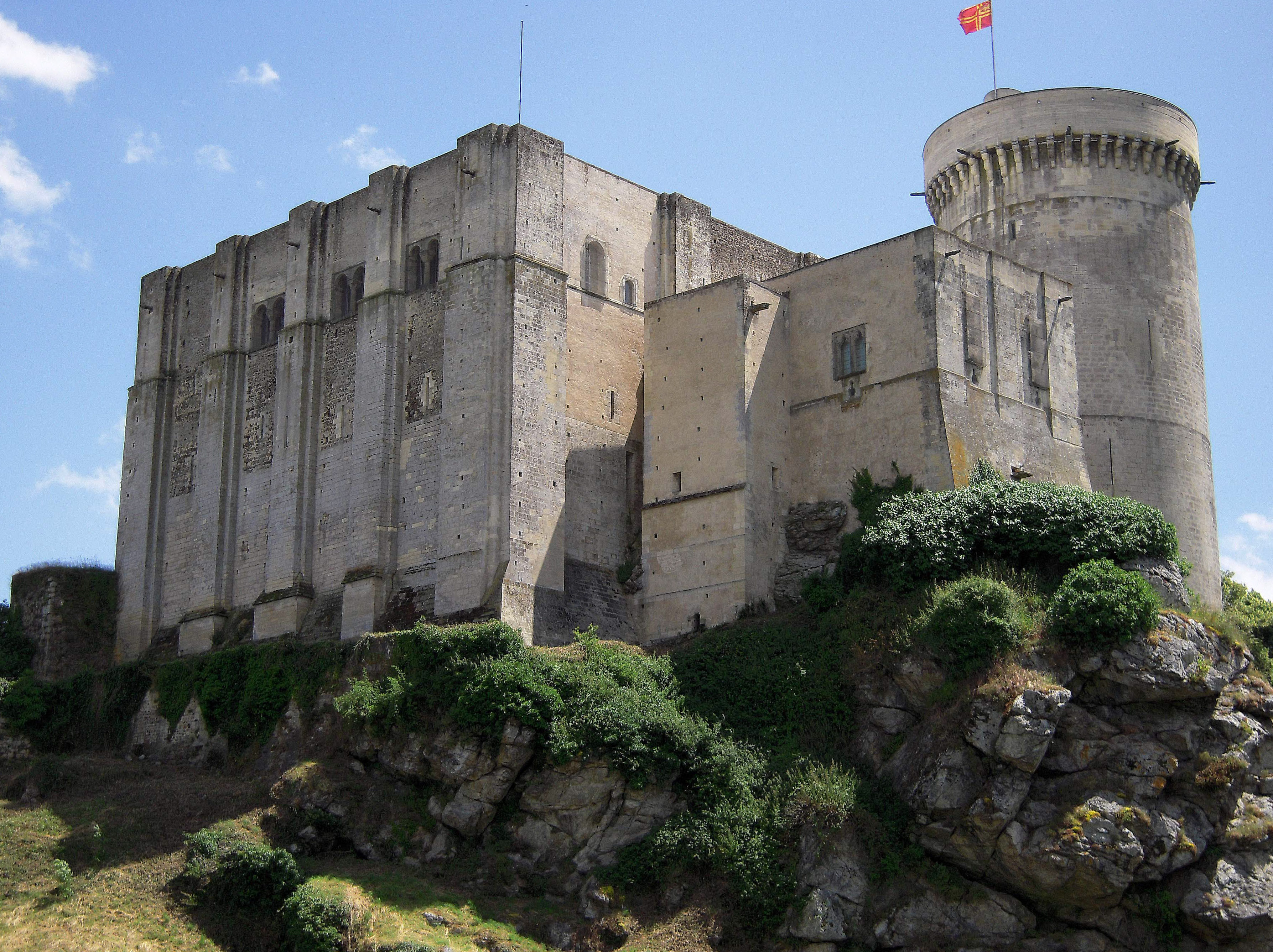
Castillo de Falaise.

- Castillo de Falaise (siglos XII y XIII)
- Plaza de Guillermo el Conquistador
- Iglesia  de Saint-Gervais. Más de 900 años de historia. Su construcción se empezó en 1066 de estilo románico, con el transcurso del tiempo se fueron incorporando los estilos gótico-flamígero y renacimiento (1570).
- Iglesia de Notre-Dame de Guibray (órgano de Claude Parisot)
- Iglesia de la Trinidad
- Castillo de Fresnaye
- Capilla de Saint-Lazare
- Museo Août 44. Se reconstruyen los célebres combates de la Bolsa de Falaise a través de una colección, única en Francia, de materiales y vehículos militares.

- Museo André LEMAITRE. Contiene 90 obras de este pintor nacido en Falaise en 1909
- Museo de los autómatas: Automate avenue. Reconstitución de los escaparates parisinos de los años 1920 1950.

## Celebridades

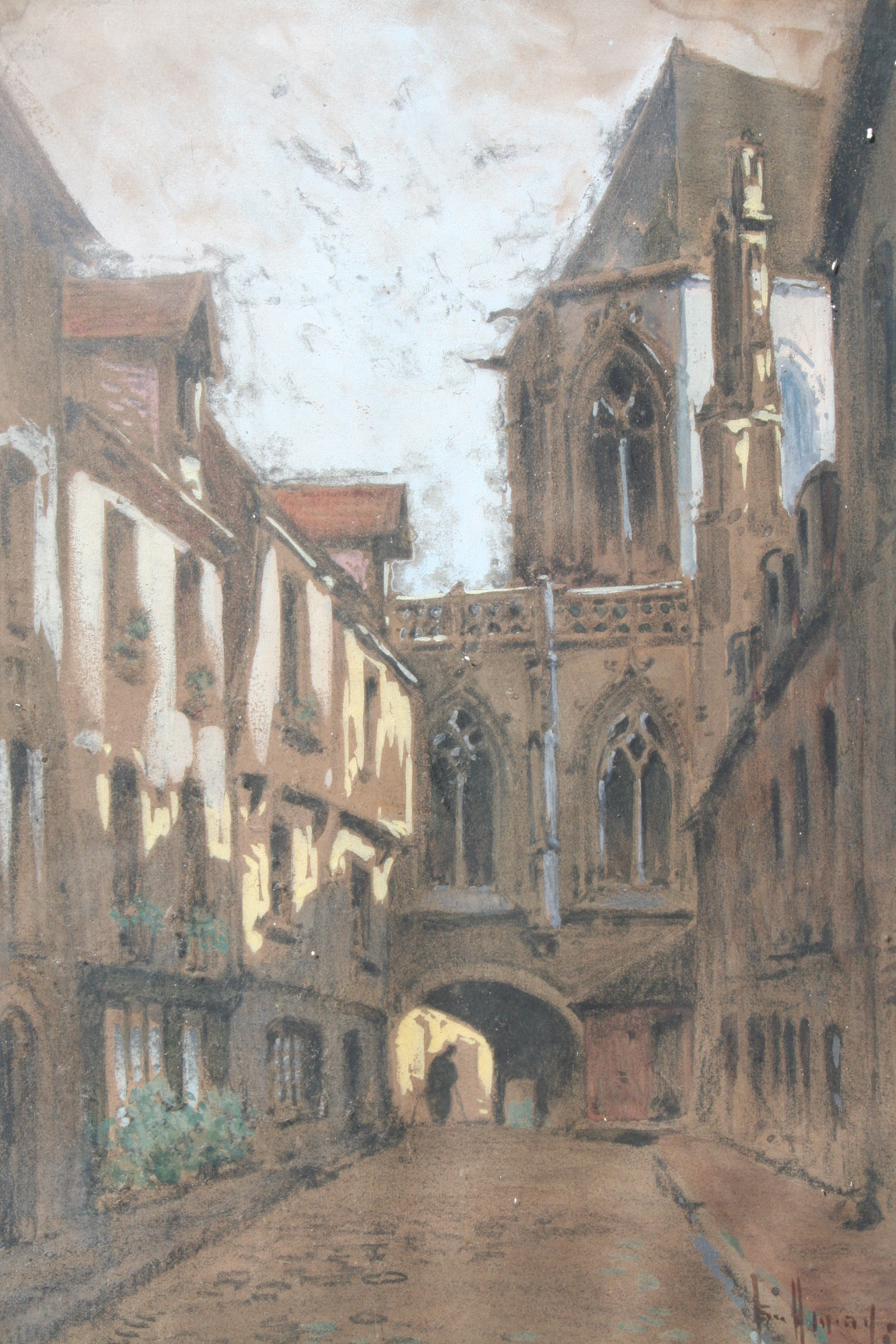
Falaise
Acuarela
Émile Appay (1876-1935)

- Guillermo el Conquistador (nació en Falaise en 1027)
- Antoine de Montchrestien
- Philippe Fortin de la Hoguette
- Pauline Roland
- Jacques Hébert, alcalde de Cherbourg de 1959 a 1977
- Rodolphe Thomas, diputado UDF de Calvados
- Cindy Fabre, Miss Francia, 2005

## Economía
- Tartefrais, fábrica de ultracongelados (130 trabajadores)
- Moulinex, fábrica de electrodomésticos, cerrada en 2001